# Serie A 2015-2016 (calcio femminile)
L'edizione 2015-2016 è stata la quarantanovesima edizione del campionato italiano di Serie A di calcio femminile. Il campionato è stato vinto per la seconda volta dal Brescia. Capocannoniere del campionato è stata Valentina Giacinti, calciatrice del Mozzanica, con 32 reti realizzate. Sono retrocessi in Serie B Vittorio Veneto, Pink Sport Time, Riviera di Romagna e Südtirol.

## Stagione

### Novità
Dopo cinque anni, il numero di squadre partecipanti torna a 12. Alle retrocesse Cuneo, Como, Pink Sport Time, Pordenone, Riviera di Romagna e Anima e Corpo Orobica si sostituiscono Acese, Luserna, Südtirol (unica delle promosse ad aver già militato nella massima serie nella stagione 2010-2011), e Vittorio Veneto, vincitrici dei quattro gironi di B.
Tra le novità della stagione vi è l'introduzione della numerazione fissa delle maglie assegnate alle atlete nonché la presenza dei nomi sulle stesse, normativa che viene recepita da quanto già presente in ambito UEFA.
Il 20 luglio viene deciso che il Firenze venga sostituito dalla neo-costituita Fiorentina Women's. L'11 settembre viene esclusa la Torres e viene deciso il ripescaggio del Pink Sport Time, nonostante la squadra pugliese fosse l'ottava squadra avente diritto, dopo Riviera di Romagna (richiesta respinta), le quattro seconde classificate nella stagione precedente di Serie B e le retrocesse Cuneo, Como e Pordenone (in tutti e sette i casi, richieste non presentate).
Il 16 settembre l'Acese ritira l'iscrizione al campionato. Il giorno successivo, il Dipartimento ripesca il Riviera di Romagna a completamento dell'organico e, contestualmente, presenta il calendario della nuova stagione, che prenderà il via il 17 ottobre 2015 e terminerà il 21 maggio 2016.
Le regioni rappresentate restano nove come l'anno precedente. Emilia-Romagna, Lombardia e Veneto sono rappresentate al campionato con due squadre a testa, seguono con una squadra Friuli-Venezia Giulia, Lazio, Piemonte, Puglia, Toscana e Trentino-Alto Adige.

### Formato
Le 12 squadre partecipanti si affrontano in un girone all'italiana con partite di andata e ritorno per un totale di 22 giornate. La squadra prima classificata è campione d'Italia. In caso di arrivo a pari punti di due squadre, il titolo di campione d'Italia viene assegnato mediante uno spareggio da disputare in campo neutro. In caso di arrivo a pari punti di tre o più squadre viene stilata la classifica avulsa per definire le due squadre che si affronteranno in uno spareggio da disputare in campo neutro per decretare la squadra campione d'Italia.
Accedono alla UEFA Women's Champions League 2016-2017 le prime due classificate.
Retrocedono in Serie B le squadre classificate alle ultime quattro posizioni (9ª, 10ª, 11ª e 12ª). In caso di arrivo a pari punti di due squadre, la retrocessione viene decretata mediante uno spareggio da disputare in campo neutro. In caso di arrivo a pari punti di tre o più squadre viene stilata la classifica avulsa per definire le due squadre che si affronteranno in uno spareggio da disputare in campo neutro per decretare le retrocessioni.

### Avvenimenti
Il 27 luglio 2015 la Procura Federale ha comminato al Riviera di Romagna un punto di penalizzazione per responsabilità diretta nel non aver pagato alla calciatrice Mónika Sinka le somme accertate dalla Commissione Accordi Economici della LND.
Il 15 ottobre 2015, a due giorni dall'avvio del campionato, l'AIC annuncia che le calciatrici delle squadre di Serie A non scenderanno in campo per la prima giornata di campionato per protestare contro la carenza di attenzione e di investimenti nelle competizioni calcistiche femminili. Il 17 ottobre 2015 è stato trovato un accordo tra l'AIC e la LND, che porterà ad un approfondimento presso gli organi federali delle tematiche poste dall'AIC. Di conseguenza, il campionato è partito regolarmente, eccetto che per quelle partite che, per ragioni organizzative, sono state rinviate a lunedì 19 ottobre 2015.

## Squadre partecipanti
| Club               | Stagione | Città                | Stadio                                       | Stagione precedente   |
| ------------------ | -------- | -------------------- | -------------------------------------------- | --------------------- |
| AGSM Verona        | dettagli | Verona               | Stadio Aldo Olivieri                         | Campione d'Italia     |
| Brescia            | dettagli | Brescia              | Centro Sp. "Club Azzurri Brescia" (Mompiano) | 2º posto in Serie A   |
| Fiorentina         | dettagli | Firenze              | Impianto Sportivo San Marcellino             | [ 11 ]                |
| Luserna            | dettagli | Luserna (TO)         | Stadio Don G. Mosso (Venaria Reale)          | 1º posto in Serie B/A |
| Mozzanica          | dettagli | Mozzanica (BG)       | Comunale di Mozzanica                        | 3º posto in Serie A   |
| Pink Sport Time    | dettagli | Bari                 | Stadio Antonio Antonucci (Bitetto)           | 13º posto in Serie A  |
| Res Roma           | dettagli | Roma                 | Centro Sportivo "Raimondo Vianello"          | 7º posto in Serie A   |
| Riviera di Romagna | dettagli | Cervia (RA)          | Stadio Germano Todoli                        | 8º posto in Serie A   |
| San Zaccaria       | dettagli | Ravenna              | Centro Sportivo "Massimo Soprani"            | 9º posto in Serie A   |
| Südtirol           | dettagli | Bolzano              | Galizia (Laives)                             | 1º posto in Serie B/B |
| Tavagnacco         | dettagli | Tavagnacco (UD)      | Stadio Comunale                              | 5º posto in Serie A   |
| Vittorio Veneto    | dettagli | Vittorio Veneto (TV) | Stadio Paolo Barison                         | 1º posto in Serie B/C |

## Allenatori e primatisti
| Squadra                 | Allenatore                                                           | Giocatrice più presente (tra parentesi il numero delle presenze)                | Capocannoniere (tra parentesi il numero dei gol segnati) |
| ----------------------- | -------------------------------------------------------------------- | ------------------------------------------------------------------------------- | -------------------------------------------------------- |
| AGSM Verona             | Renato Longega                                                       | Silvia Fuselli, Michela Ledri (22)                                              | Tatiana Bonetti (26)                                     |
| Brescia                 | Milena Bertolini                                                     | Cristiana Girelli (22)                                                          | Cristiana Girelli (20)                                   |
| Fiorentina              | Sauro Fattori                                                        | Alia Guagni, Giorgia Motta, Evelyn Vicchiarello (22)                            | Patrizia Panico (20)                                     |
| Graphistudio Tavagnacco | Sara Di Filippo (1ª-19ª) Amedeo Cassia (20ª-22ª)                     | Alice Parisi (22)                                                               | Alice Parisi (10)                                        |
| Mozzanica               | Nazzarena Grilli                                                     | Valentina Giacinti, Angela Locatelli, Andrea Scarpellini, Daniela Stracchi (22) | Valentina Giacinti (32)                                  |
| Permac Vittorio Veneto  | Sergio Fattorel                                                      | Adriana De Martin (22)                                                          | Giorgia Cisotto, Sara Mella (5)                          |
| Pink Sport Time         | Isabella Cardone                                                     | Lucia Ceci (22)                                                                 | Romina Pinna, Veronica Privitera (4)                     |
| Res Roma                | Fabio Melillo                                                        | Vanessa Nagni (22)                                                              | Vanessa Nagni (4)                                        |
| Riviera di Romagna      | David Urbinati & Andrea Marcelli (1ª-14ª) Nevio Valdifiori (15ª-22ª) | Sara Pastore (22)                                                               | Fabiana Colasuonno (16)                                  |
| San Bernardo Luserna    | Tatiana Zorri                                                        | Raffaella Barbieri, Annalisa Favole (22)                                        | Erika Moretti (9)                                        |
| San Zaccaria            | Marinella Piolanti                                                   | Amanda Tampieri (22)                                                            | Alessia Longato (8)                                      |
| Südtirol                | Klaus Schuster                                                       | Silvia Vivirito (22)                                                            | Alessandra Tonelli (8)                                   |

## Classifica finale
Fonte: C.U. nº 79 Dipartimento Calcio Femminile
|  | Pos. | Squadra                 | Pt | G  | V  | N | P  | GF | GS | DR  |
|  | ---- | ----------------------- | -- | -- | -- | - | -- | -- | -- | --- |
|  | 1.   | Brescia                 | 55 | 22 | 17 | 4 | 1  | 76 | 23 | +53 |
|  | 2.   | AGSM Verona             | 50 | 22 | 16 | 2 | 4  | 91 | 35 | +56 |
|  | 3.   | Fiorentina              | 49 | 22 | 15 | 4 | 3  | 68 | 28 | +40 |
|  | 4.   | Mozzanica               | 44 | 22 | 13 | 5 | 4  | 65 | 22 | +43 |
|  | 5.   | Tavagnacco              | 41 | 22 | 12 | 5 | 5  | 56 | 29 | +27 |
|  | 6.   | San Zaccaria            | 26 | 22 | 6  | 8 | 8  | 37 | 44 | -7  |
|  | 7.   | Res Roma                | 22 | 22 | 6  | 4 | 12 | 13 | 31 | -18 |
|  | 8.   | Luserna                 | 22 | 22 | 6  | 4 | 12 | 25 | 66 | -41 |
|  | 9.   | Vittorio Veneto         | 18 | 22 | 5  | 3 | 14 | 22 | 68 | -46 |
|  | 10.  | Pink Sport Time         | 16 | 22 | 5  | 1 | 16 | 19 | 53 | -34 |
|  | 11.  | Riviera di Romagna (-1) | 15 | 22 | 4  | 4 | 14 | 25 | 61 | -36 |
|  | 12.  | Südtirol                | 13 | 22 | 3  | 4 | 15 | 24 | 61 | -37 |

Legenda:

      Campione d'Italia e ammessa alla UEFA Women's Champions League 2016-2017.
      Ammessa alla UEFA Women's Champions League 2016-2017.
      Retrocesse in Serie B 2016-2017.
Note:

Tre punti a vittoria, uno a pareggio, zero a sconfitta.

## Risultati

### Tabellone
|                    | Ver  | Bre  | Fio  | Lus  | Moz  | PST  | Res  | Riv  | SaZ  | Süd  | Tav  | Vit  |
| ------------------ | ---- | ---- | ---- | ---- | ---- | ---- | ---- | ---- | ---- | ---- | ---- | ---- |
| AGSM Verona        | –––– | 2-4  | 3-2  | 7-1  | 3-0  | 4-1  | 5-0  | 8-1  | 3-0  | 7-1  | 1-5  | 4-1  |
| Brescia            | 3-1  | –––– | 3-3  | 8-1  | 1-1  | 2-1  | 1-0  | 3-1  | 3-2  | 6-0  | 2-1  | 6-0  |
| Fiorentina         | 3-1  | 1-4  | –––– | 4-0  | 1-1  | 3-0  | 2-1  | 4-1  | 3-1  | 3-0  | 0-3  | 11-0 |
| Luserna            | 0-3  | 1-7  | 0-1  | –––– | 0-5  | 1-3  | 2-0  | 2-2  | 2-0  | 1-0  | 0-5  | 2-3  |
| Mozzanica          | 1-1  | 4-0  | 2-2  | 7-0  | –––– | 2-0  | 3-1  | 3-2  | 1-2  | 6-2  | 4-1  | 6-0  |
| Pink Sport Time    | 1-7  | 2-2  | 1-5  | 0-2  | 0-3  | –––– | 2-1  | 0-2  | 0-1  | 1-0  | 2-5  | 0-1  |
| Res Roma           | 2-2  | 0-1  | 0-4  | 0-1  | 1-0  | 1-0  | –––– | 1-2  | 0-0  | 0-0  | 1-0  | 1-0  |
| Riviera di Romagna | 2-3  | 0-8  | 0-4  | 2-2  | 0-2  | 0-1  | 0-2  | –––– | 1-1  | 3-0  | 0-4  | 1-0  |
| San Zaccaria       | 4-7  | 0-7  | 1-2  | 4-0  | 1-5  | 5-0  | 0-0  | 2-2  | –––– | 3-2  | 2-2  | 0-0  |
| Südtirol           | 0-6  | 1-2  | 3-4  | 0-2  | 1-1  | 3-2  | 3-0  | 2-1  | 3-3  | –––– | 1-4  | 1-1  |
| Tavagnacco         | 2-7  | 1-1  | 2-2  | 2-2  | 2-0  | 3-1  | 0-1  | 3-0  | 1-1  | 4-1  | –––– | 5-0  |
| Vittorio Veneto    | 1-6  | 0-2  | 1-4  | 3-3  | 1-8  | 0-1  | 3-0  | 6-2  | 0-4  | 1-0  | 0-1  | –––– |

### Calendario
| Andata (1ª) | Andata (1ª) | 1ª giornata                   | Ritorno (12ª) | Ritorno (12ª) |
|             |             |                               |               |               |
| 18 ott.     | 7-1         | AGSM Verona-Luserna           | 3-0           | 6 feb.        |
| 18 ott.     | 6-0         | Brescia-Vittorio Veneto       | 2-0           | 6 feb.        |
| 17 ott.     | 1-1         | Tavagnacco-San Zaccaria       | 2-2           | 6 feb.        |
| 19 ott.     | 0-3         | Pink Sport Time-Mozzanica     | 0-2           | 6 feb.        |
| 18 ott.     | 0-0         | Res Roma-Südtirol             | 0-3           | 6 feb.        |
| 17 ott.     | 0-4         | Riviera di Romagna-Fiorentina | 1-4           | 6 feb.        |

| Andata (2ª) | Andata (2ª) | 2ª giornata                     | Ritorno (13ª) | Ritorno (13ª) |
|             |             |                                 |               |               |
| 31 ott.     | 0-3         | Fiorentina-Tavagnacco           | 2-2           | 13 feb.       |
| 31 ott.     | 3-2         | Mozzanica-Riviera di Romagna    | 2-0           | 13 feb.       |
| 31 ott.     | 0-1         | Vittorio Veneto-Pink Sport Time | 1-0           | 13 feb.       |
| 31 ott.     | 0-0         | San Zaccaria-Res Roma           | 0-0           | 13 feb.       |
| 31 ott.     | 1-7         | Luserna-Brescia                 | 1-8           | 13 feb.       |
| 31 ott.     | 0-6         | Südtirol-AGSM Verona            | 1-7           | 13 feb.       |

| Andata (1ª) | Andata (1ª) | 1ª giornata                   | Ritorno (12ª) | Ritorno (12ª) |
|             |             |                               |               |               |
| 18 ott.     | 7-1         | AGSM Verona-Luserna           | 3-0           | 6 feb.        |
| 18 ott.     | 6-0         | Brescia-Vittorio Veneto       | 2-0           | 6 feb.        |
| 17 ott.     | 1-1         | Tavagnacco-San Zaccaria       | 2-2           | 6 feb.        |
| 19 ott.     | 0-3         | Pink Sport Time-Mozzanica     | 0-2           | 6 feb.        |
| 18 ott.     | 0-0         | Res Roma-Südtirol             | 0-3           | 6 feb.        |
| 17 ott.     | 0-4         | Riviera di Romagna-Fiorentina | 1-4           | 6 feb.        |

| Andata (2ª) | Andata (2ª) | 2ª giornata                     | Ritorno (13ª) | Ritorno (13ª) |
|             |             |                                 |               |               |
| 31 ott.     | 0-3         | Fiorentina-Tavagnacco           | 2-2           | 13 feb.       |
| 31 ott.     | 3-2         | Mozzanica-Riviera di Romagna    | 2-0           | 13 feb.       |
| 31 ott.     | 0-1         | Vittorio Veneto-Pink Sport Time | 1-0           | 13 feb.       |
| 31 ott.     | 0-0         | San Zaccaria-Res Roma           | 0-0           | 13 feb.       |
| 31 ott.     | 1-7         | Luserna-Brescia                 | 1-8           | 13 feb.       |
| 31 ott.     | 0-6         | Südtirol-AGSM Verona            | 1-7           | 13 feb.       |

| Andata (3ª) | Andata (3ª) | 3ª giornata                  | Ritorno (14ª) | Ritorno (14ª) |
|             |             |                              |               |               |
| 7 nov.      | 3-3         | Brescia-Fiorentina           | 4-1           | 20 feb.       |
| 7 nov.      | 2-7         | Tavagnacco-AGSM Verona       | 5-1           | 20 feb.       |
| 7 nov.      | 1-8         | Vittorio Veneto-Mozzanica    | 0-6           | 20 feb.       |
| 7 nov.      | 0-1         | Pink Sport Time-San Zaccaria | 0-5           | 20 feb.       |
| 7 nov.      | 0-1         | Res Roma-Luserna             | 0-2           | 20 feb.       |
| 7 nov.      | 3-0         | Riviera di Romagna-Südtirol  | 1-2           | 20 feb.       |

| Andata (4ª) | Andata (4ª) | 4ª giornata                     | Ritorno (15ª) | Ritorno (15ª) |
|             |             |                                 |               |               |
| 22 nov.     | 5-0         | AGSM Verona-Res Roma            | 2-2           | 12 mar.       |
| 21 nov.     | 3-0         | Fiorentina-Pink Sport Time      | 5-1           | 12 mar.       |
| 22 nov.     | 4-0         | Mozzanica-Brescia               | 1-1           | 13 mar.       |
| 21 nov.     | 2-2         | San Zaccaria-Riviera di Romagna | 1-1           | 26 mar.       |
| 21 nov.     | 2-3         | Luserna-Vittorio Veneto         | 3-3           | 12 mar.       |
| 21 nov.     | 1-4         | Südtirol-Tavagnacco             | 1-4           | 12 mar.       |

| Andata (3ª) | Andata (3ª) | 3ª giornata                  | Ritorno (14ª) | Ritorno (14ª) |
|             |             |                              |               |               |
| 7 nov.      | 3-3         | Brescia-Fiorentina           | 4-1           | 20 feb.       |
| 7 nov.      | 2-7         | Tavagnacco-AGSM Verona       | 5-1           | 20 feb.       |
| 7 nov.      | 1-8         | Vittorio Veneto-Mozzanica    | 0-6           | 20 feb.       |
| 7 nov.      | 0-1         | Pink Sport Time-San Zaccaria | 0-5           | 20 feb.       |
| 7 nov.      | 0-1         | Res Roma-Luserna             | 0-2           | 20 feb.       |
| 7 nov.      | 3-0         | Riviera di Romagna-Südtirol  | 1-2           | 20 feb.       |

| Andata (4ª) | Andata (4ª) | 4ª giornata                     | Ritorno (15ª) | Ritorno (15ª) |
|             |             |                                 |               |               |
| 22 nov.     | 5-0         | AGSM Verona-Res Roma            | 2-2           | 12 mar.       |
| 21 nov.     | 3-0         | Fiorentina-Pink Sport Time      | 5-1           | 12 mar.       |
| 22 nov.     | 4-0         | Mozzanica-Brescia               | 1-1           | 13 mar.       |
| 21 nov.     | 2-2         | San Zaccaria-Riviera di Romagna | 1-1           | 26 mar.       |
| 21 nov.     | 2-3         | Luserna-Vittorio Veneto         | 3-3           | 12 mar.       |
| 21 nov.     | 1-4         | Südtirol-Tavagnacco             | 1-4           | 12 mar.       |

| Andata (5ª) | Andata (5ª) | 5ª giornata                  | Ritorno (16ª) | Ritorno (16ª) |
|             |             |                              |               |               |
| 28 nov.     | 6-0         | Brescia-Südtirol             | 2-1           | 19 mar.       |
| 28 nov.     | 2-2         | Tavagnacco-Luserna           | 5-0           | 19 mar.       |
| 28 nov.     | 2-2         | Mozzanica-Fiorentina         | 1-1           | 19 mar.       |
| 28 nov.     | 0-4         | Vittorio Veneto-San Zaccaria | 0-0           | 20 mar.       |
| 28 nov.     | 1-7         | Pink Sport Time-AGSM Verona  | 1-4           | 19 mar.       |
| 28 nov.     | 0-2         | Riviera di Romagna-Res Roma  | 2-1           | 19 mar.       |

| Andata (6ª) | Andata (6ª) | 6ª giornata                    | Ritorno (17ª) | Ritorno (17ª) |
|             |             |                                |               |               |
| 12 dic.     | 8-1         | AGSM Verona-Riviera di Romagna | 3-2           | 16 apr.       |
| 12 dic.     | 11-0        | Fiorentina-Vittorio Veneto     | 4-1           | 16 apr.       |
| 12 dic.     | 1-0         | Res Roma-Tavagnacco            | 1-0           | 16 apr.       |
| 12 dic.     | 0-7         | San Zaccaria-Brescia           | 2-3           | 16 apr.       |
| 12 dic.     | 0-5         | Luserna-Mozzanica              | 0-7           | 16 apr.       |
| 12 dic.     | 3-2         | Südtirol-Pink Sport Time       | 0-1           | 16 apr.       |

| Andata (5ª) | Andata (5ª) | 5ª giornata                  | Ritorno (16ª) | Ritorno (16ª) |
|             |             |                              |               |               |
| 28 nov.     | 6-0         | Brescia-Südtirol             | 2-1           | 19 mar.       |
| 28 nov.     | 2-2         | Tavagnacco-Luserna           | 5-0           | 19 mar.       |
| 28 nov.     | 2-2         | Mozzanica-Fiorentina         | 1-1           | 19 mar.       |
| 28 nov.     | 0-4         | Vittorio Veneto-San Zaccaria | 0-0           | 20 mar.       |
| 28 nov.     | 1-7         | Pink Sport Time-AGSM Verona  | 1-4           | 19 mar.       |
| 28 nov.     | 0-2         | Riviera di Romagna-Res Roma  | 2-1           | 19 mar.       |

| Andata (6ª) | Andata (6ª) | 6ª giornata                    | Ritorno (17ª) | Ritorno (17ª) |
|             |             |                                |               |               |
| 12 dic.     | 8-1         | AGSM Verona-Riviera di Romagna | 3-2           | 16 apr.       |
| 12 dic.     | 11-0        | Fiorentina-Vittorio Veneto     | 4-1           | 16 apr.       |
| 12 dic.     | 1-0         | Res Roma-Tavagnacco            | 1-0           | 16 apr.       |
| 12 dic.     | 0-7         | San Zaccaria-Brescia           | 2-3           | 16 apr.       |
| 12 dic.     | 0-5         | Luserna-Mozzanica              | 0-7           | 16 apr.       |
| 12 dic.     | 3-2         | Südtirol-Pink Sport Time       | 0-1           | 16 apr.       |

| Andata (7ª) | Andata (7ª) | 7ª giornata                 | Ritorno (18ª) | Ritorno (18ª) |
|             |             |                             |               |               |
| 19 dic.     | 1-0         | Brescia-Res Roma            | 1-0           | 23 apr.       |
| 19 dic.     | 3-1         | Fiorentina-San Zaccaria     | 2-1           | 23 apr.       |
| 19 dic.     | 6-2         | Mozzanica-Südtirol          | 1-1           | 23 apr.       |
| 19 dic.     | 1-6         | Vittorio Veneto-AGSM Verona | 1-4           | 23 apr.       |
| 19 dic.     | 2-5         | Pink Sport Time-Tavagnacco  | 1-3           | 23 apr.       |
| 19 dic.     | 2-2         | Riviera di Romagna-Luserna  | 2-2           | 23 apr.       |

| Andata (8ª) | Andata (8ª) | 8ª giornata                   | Ritorno (19ª) | Ritorno (19ª) |
|             |             |                               |               |               |
| 9 gen.      | 2-4         | AGSM Verona-Brescia           | 1-3           | 30 apr.       |
| 9 gen.      | 3-0         | Tavagnacco-Riviera di Romagna | 4-0           | 30 apr.       |
| 9 gen.      | 1-0         | Res Roma-Pink Sport Time      | 1-2           | 30 apr.       |
| 9 gen.      | 1-5         | San Zaccaria-Mozzanica        | 2-1           | 30 apr.       |
| 9 gen.      | 0-1         | Luserna-Fiorentina            | 0-4           | 30 apr.       |
| 9 gen.      | 1-1         | Südtirol-Vittorio Veneto      | 0-1           | 30 apr.       |

| Andata (7ª) | Andata (7ª) | 7ª giornata                 | Ritorno (18ª) | Ritorno (18ª) |
|             |             |                             |               |               |
| 19 dic.     | 1-0         | Brescia-Res Roma            | 1-0           | 23 apr.       |
| 19 dic.     | 3-1         | Fiorentina-San Zaccaria     | 2-1           | 23 apr.       |
| 19 dic.     | 6-2         | Mozzanica-Südtirol          | 1-1           | 23 apr.       |
| 19 dic.     | 1-6         | Vittorio Veneto-AGSM Verona | 1-4           | 23 apr.       |
| 19 dic.     | 2-5         | Pink Sport Time-Tavagnacco  | 1-3           | 23 apr.       |
| 19 dic.     | 2-2         | Riviera di Romagna-Luserna  | 2-2           | 23 apr.       |

| Andata (8ª) | Andata (8ª) | 8ª giornata                   | Ritorno (19ª) | Ritorno (19ª) |
|             |             |                               |               |               |
| 9 gen.      | 2-4         | AGSM Verona-Brescia           | 1-3           | 30 apr.       |
| 9 gen.      | 3-0         | Tavagnacco-Riviera di Romagna | 4-0           | 30 apr.       |
| 9 gen.      | 1-0         | Res Roma-Pink Sport Time      | 1-2           | 30 apr.       |
| 9 gen.      | 1-5         | San Zaccaria-Mozzanica        | 2-1           | 30 apr.       |
| 9 gen.      | 0-1         | Luserna-Fiorentina            | 0-4           | 30 apr.       |
| 9 gen.      | 1-1         | Südtirol-Vittorio Veneto      | 0-1           | 30 apr.       |

| Andata (9ª) | Andata (9ª) | 9ª giornata                        | Ritorno (20ª) | Ritorno (20ª) |
|             |             |                                    |               |               |
| 16 gen.     | 2-1         | Brescia-Tavagnacco                 | 1-1           | 7 mag.        |
| 16 gen.     | 3-0         | Fiorentina-Südtirol                | 4-3           | 7 mag.        |
| 16 gen.     | 1-1         | Mozzanica-AGSM Verona              | 0-3           | 7 mag.        |
| 16 gen.     | 3-0         | Vittorio Veneto-Res Roma           | 0-1           | 7 mag.        |
| 16 gen.     | 0-2         | Pink Sport Time-Riviera di Romagna | 1-0           | 7 mag.        |
| 16 gen.     | 4-0         | San Zaccaria-Luserna               | 0-2           | 7 mag.        |

| Andata (10ª) | Andata (10ª) | 10ª giornata                       | Ritorno (21ª) | Ritorno (21ª) |
|              |              |                                    |               |               |
| 23 gen.      | 3-0          | AGSM Verona-San Zaccaria           | 7-4           | 14 mag.       |
| 23 gen.      | 2-0          | Tavagnacco-Mozzanica               | 1-4           | 14 mag.       |
| 23 gen.      | 2-2          | Pink Sport Time-Brescia            | 1-2           | 14 mag.       |
| 23 gen.      | 0-4          | Res Roma-Fiorentina                | 1-2           | 14 mag.       |
| 23 gen.      | 1-0          | Riviera di Romagna-Vittorio Veneto | 2-6           | 14 mag.       |
| 23 gen.      | 0-2          | Südtirol-Luserna                   | 0-1           | 14 mag.       |

| Andata (9ª) | Andata (9ª) | 9ª giornata                        | Ritorno (20ª) | Ritorno (20ª) |
|             |             |                                    |               |               |
| 16 gen.     | 2-1         | Brescia-Tavagnacco                 | 1-1           | 7 mag.        |
| 16 gen.     | 3-0         | Fiorentina-Südtirol                | 4-3           | 7 mag.        |
| 16 gen.     | 1-1         | Mozzanica-AGSM Verona              | 0-3           | 7 mag.        |
| 16 gen.     | 3-0         | Vittorio Veneto-Res Roma           | 0-1           | 7 mag.        |
| 16 gen.     | 0-2         | Pink Sport Time-Riviera di Romagna | 1-0           | 7 mag.        |
| 16 gen.     | 4-0         | San Zaccaria-Luserna               | 0-2           | 7 mag.        |

| Andata (10ª) | Andata (10ª) | 10ª giornata                       | Ritorno (21ª) | Ritorno (21ª) |
|              |              |                                    |               |               |
| 23 gen.      | 3-0          | AGSM Verona-San Zaccaria           | 7-4           | 14 mag.       |
| 23 gen.      | 2-0          | Tavagnacco-Mozzanica               | 1-4           | 14 mag.       |
| 23 gen.      | 2-2          | Pink Sport Time-Brescia            | 1-2           | 14 mag.       |
| 23 gen.      | 0-4          | Res Roma-Fiorentina                | 1-2           | 14 mag.       |
| 23 gen.      | 1-0          | Riviera di Romagna-Vittorio Veneto | 2-6           | 14 mag.       |
| 23 gen.      | 0-2          | Südtirol-Luserna                   | 0-1           | 14 mag.       |

| \| Andata (11ª) \| Andata (11ª) \| 11ª giornata \| Ritorno (22ª) \| Ritorno (22ª) \| \| \| \| \| \| \| \| 30 gen. \| 3-1 \| Brescia-Riviera di Romagna \| 8-0 \| 21 mag. \| \| 30 gen. \| 3-1 \| Fiorentina-AGSM Verona \| 2-3 \| 21 mag. \| \| 30 gen. \| 3-1 \| Mozzanica-Res Roma \| 0-1 \| 21 mag. \| \| 30 gen. \| 0-1 \| Vittorio Veneto-Tavagnacco \| 0-5 \| 21 mag. \| \| 30 gen. \| 3-2 \| San Zaccaria-Südtirol \| 3-3 \| 21 mag. \| \| 30 gen. \| 1-3 \| Luserna-Pink Sport Time \| 2-0 \| 21 mag. \| |              |                            |               |               |
| Andata (11ª) | Andata (11ª) | 11ª giornata               | Ritorno (22ª) | Ritorno (22ª) |
| |              |                            |               |               |
| 30 gen. | 3-1          | Brescia-Riviera di Romagna | 8-0           | 21 mag.       |
| 30 gen. | 3-1          | Fiorentina-AGSM Verona     | 2-3           | 21 mag.       |
| 30 gen. | 3-1          | Mozzanica-Res Roma         | 0-1           | 21 mag.       |
| 30 gen. | 0-1          | Vittorio Veneto-Tavagnacco | 0-5           | 21 mag.       |
| 30 gen. | 3-2          | San Zaccaria-Südtirol      | 3-3           | 21 mag.       |
| 30 gen. | 1-3          | Luserna-Pink Sport Time    | 2-0           | 21 mag.       |

| Andata (11ª) | Andata (11ª) | 11ª giornata               | Ritorno (22ª) | Ritorno (22ª) |
|              |              |                            |               |               |
| 30 gen.      | 3-1          | Brescia-Riviera di Romagna | 8-0           | 21 mag.       |
| 30 gen.      | 3-1          | Fiorentina-AGSM Verona     | 2-3           | 21 mag.       |
| 30 gen.      | 3-1          | Mozzanica-Res Roma         | 0-1           | 21 mag.       |
| 30 gen.      | 0-1          | Vittorio Veneto-Tavagnacco | 0-5           | 21 mag.       |
| 30 gen.      | 3-2          | San Zaccaria-Südtirol      | 3-3           | 21 mag.       |
| 30 gen.      | 1-3          | Luserna-Pink Sport Time    | 2-0           | 21 mag.       |

## Statistiche

### Squadre

#### Capoliste solitarie
|    | —— | —— | —— | ——          | ——          | ——          | ——        | ——        | ——          | ——  | ——  | ——  | ——  | ——  | ——      | ——      | ——      | ——      | ——      | ——      | ——      | —— |  |
|    |    |    |    | AGSM Verona | AGSM Verona | AGSM Verona | Mozzanica | Mozzanica | AGSM Verona |     |     |     |     |     | Brescia | Brescia | Brescia | Brescia | Brescia | Brescia | Brescia |    |  |
|    |    |    |    |             |             |             |           |           |             |     |     |     |     |     |         |         |         |         |         |         |         |    |  |
|    |    |    |    |             |             |             |           |           |             |     |     |     |     |     |         |         |         |         |         |         |         |    |  |
| 1ª | 2ª | 3ª | 4ª | 5ª          | 6ª          | 7ª          | 8ª        | 9ª        | 10ª         | 11ª | 12ª | 13ª | 14ª | 15ª | 16ª     | 17ª     | 18ª     | 19ª     | 20ª     | 21ª     | 22ª     |    |  |

#### Classifica in divenire
|                    | 1ª | 2ª | 3ª | 4ª | 5ª | 6ª | 7ª | 8ª | 9ª | 10ª | 11ª | 12ª | 13ª | 14ª | 15ª | 16ª | 17ª | 18ª | 19ª | 20ª | 21ª | 22ª |
| ------------------ | -- | -- | -- | -- | -- | -- | -- | -- | -- | --- | --- | --- | --- | --- | --- | --- | --- | --- | --- | --- | --- | --- |
| AGSM Verona        | 3  | 6  | 9  | 12 | 15 | 18 | 21 | 21 | 22 | 25  | 25  | 28  | 31  | 31  | 32  | 35  | 38  | 41  | 41  | 44  | 47  | 50  |
| Brescia            | 3  | 6  | 7  | 7  | 10 | 13 | 16 | 19 | 22 | 23  | 26  | 29  | 32  | 35  | 36  | 39  | 42  | 45  | 48  | 49  | 52  | 55  |
| Fiorentina         | 3  | 3  | 4  | 7  | 8  | 11 | 14 | 17 | 20 | 23  | 26  | 29  | 30  | 30  | 33  | 34  | 37  | 40  | 43  | 46  | 49  | 49  |
| Luserna            | 0  | 0  | 3  | 3  | 4  | 4  | 5  | 5  | 5  | 8   | 8   | 8   | 8   | 11  | 12  | 12  | 12  | 13  | 13  | 16  | 19  | 22  |
| Mozzanica          | 3  | 6  | 9  | 12 | 13 | 16 | 19 | 22 | 23 | 23  | 26  | 29  | 32  | 35  | 36  | 37  | 40  | 41  | 41  | 41  | 44  | 44  |
| Pink Sport Time    | 0  | 3  | 3  | 3  | 3  | 3  | 3  | 3  | 3  | 4   | 7   | 7   | 7   | 7   | 7   | 7   | 10  | 10  | 13  | 16  | 16  | 16  |
| Res Roma           | 1  | 2  | 2  | 2  | 5  | 8  | 8  | 11 | 11 | 11  | 11  | 11  | 12  | 12  | 13  | 13  | 16  | 16  | 16  | 19  | 19  | 22  |
| Riviera di Romagna | -1 | -1 | 2  | 3  | 3  | 3  | 4  | 4  | 7  | 10  | 10  | 10  | 10  | 10  | 14* | 13  | 14  | 15  | 15  | 15  | 15  | 15  |
| San Zaccaria       | 1  | 2  | 5  | 6  | 9  | 9  | 9  | 9  | 12 | 12  | 15  | 16  | 17  | 20  | 22* | 21  | 22  | 22  | 25  | 25  | 25  | 26  |
| Südtirol           | 1  | 1  | 1  | 1  | 1  | 4  | 4  | 5  | 5  | 5   | 5   | 8   | 8   | 11  | 11  | 11  | 11  | 12  | 12  | 12  | 12  | 13  |
| Tavagnacco         | 1  | 4  | 4  | 7  | 8  | 8  | 11 | 14 | 14 | 17  | 20  | 21  | 22  | 25  | 28  | 31  | 31  | 34  | 37  | 38  | 38  | 41  |
| Vittorio Veneto    | 0  | 0  | 0  | 3  | 3  | 3  | 3  | 4  | 7  | 7   | 7   | 7   | 10  | 10  | 11  | 12  | 12  | 12  | 15  | 15  | 18  | 18  |

- Riviera di Romagna-San Zaccaria della 15ª giornata è stata effettivamente giocata tra la 16ª e la 17ª giornata.

#### Record
- Maggior numero di vittorie: Brescia (17)
- Minor numero di sconfitte: Brescia (1)
- Miglior attacco: AGSM Verona (91 gol fatti)
- Miglior difesa: Mozzanica (22 gol subiti)
- Miglior differenza reti: AGSM Verona (+56)
- Maggior numero di pareggi: San Zaccaria (8)
- Minor numero di pareggi: Pink Sport Time (1)
- Minor numero di vittorie: Südtirol (3)
- Maggior numero di sconfitte: Pink Sport Time (16)
- Peggior attacco: Res Roma (13 gol fatti)
- Peggior difesa: Vittorio Veneto (68 gol subiti)
- Peggior differenza reti: Vittorio Veneto (-46)
- Partita con più reti: Fiorentina - Vittorio Veneto (11-0) e San Zaccaria - AGSM Verona (4-7) (11 reti)
- Partita con maggiore scarto di gol: Fiorentina - Vittorio Veneto (11-0) (11 reti)
- Maggior numero di reti in una giornata: 6ª (38 reti)
- Minor numero di reti in una giornata: 10ª (16 reti)
- Miglior serie positiva: AGSM Verona (1ª-7ª) e Fiorentina (6ª-12ª) (7)
- Peggior serie negativa: Pink Sport Time (3ª-9ª) (7)

### Individuali

#### Classifica marcatrici
Fonte: Football.it
| Gol | Rigori |  | Giocatore                 | Squadra            |
| --- | ------ |  | ------------------------- | ------------------ |
| 32  | 4      |  | Valentina Giacinti        | Mozzanica          |
| 26  | 2      |  | Tatiana Bonetti           | AGSM Verona        |
| 21  |        |  | Silvia Fuselli            | AGSM Verona        |
| 20  |        |  | Patrizia Panico           | Fiorentina         |
| 20  | 2      |  | Cristiana Girelli         | Brescia            |
| 17  | 1      |  | Daniela Sabatino          | Brescia            |
| 16  | 3      |  | Fabiana Colasuonno        | Riviera di Romagna |
| 14  |        |  | Patrizia Caccamo          | Fiorentina         |
| 12  | 2      |  | Melania Gabbiadini        | AGSM Verona        |
| 11  |        |  | Valeria Pirone            | AGSM Verona        |
| 11  | 4      |  | Evelyn Vicchiarello       | Fiorentina         |
| 10  |        |  | Manuela Giugliano         | Mozzanica          |
| 10  | 3      |  | Alice Parisi              | Tavagnacco         |
| 10  |        |  | Stefania Tarenzi          | Brescia            |
| 9   |        |  | Erika Moretti             | Luserna            |
| 9   |        |  | Deborah Salvatori Rinaldi | Fiorentina         |
| 9   |        |  | Barbara Bonansea          | Brescia            |
| 9   |        |  | Michela Ledri             | AGSM Verona        |